# Téléphonie sociale et en santé en France
La téléphonie sociale et en santé (anciennement connue sous le nom de téléphonie en santé) désigne en France des plateformes téléphoniques intervenant à distance dans le champ de la santé et du social. Son rôle est d'informer sur différents sujets du champ de la santé et du social, écouter et orienter le public vers des dispositifs de prise en charge,. L'objectif principal est de fournir une aide personnalisée à distance à une personne qui est à la recherche d'une information
Ses origines remontent aux premières plateformes d'aide téléphonique de l'après-guerre au Royaume-Uni, qui inspire SOS Amitié en France en 1960. 
Les dispositifs de téléphonie sociale et en santé sont nombreux : Fil Santé Jeunes, le 119, Maladies Rares Info Services, le 115, etc. Ils peuvent être généralistes et avoir pour objectif de créer du lien social, par exemple SOS amitiés, ou être spécialisés comme France Victimes. À partir des années 2000, la téléphonie sociale et en santé devient la prévention et aide à distance en santé (PADS). Avec le développement des nouvelles technologies, la plupart de ces services de téléphonie se sont dotés de sites internet d’information pour mieux répondre aux questions du public. Cette évolution explique que la terminologie « téléphonie en santé » soit abandonnée pour utiliser désormais « Prévention et aide à distance en santé ».

## Historique
Le premier service de téléphonie est né au Royaume Uni sous l’impulsion du révérend Chad Varah, fondateur des Samaritains, en novembre 1953. Il s’agit d’une ligne d’écoute de prévention du suicide basée à Londres,. 
En France, la téléphonie en santé apparaît pour la première fois avec « SOS amitié » en 1960 et s’inspire de l’exemple britannique. Puis, progressivement, les lignes de téléphonie se développent en même temps que la généralisation du téléphone dans les foyers français. Grâce aux initiatives d’associations militantes, de nombreuses lignes de téléphonie voient le jour dans les années 1980.
Les premières lignes sont destinées aux personnes en situation de détresse psychologique, puis la téléphonie des années 1980-1990 est davantage tournée vers les personnes victimes de violence : création de SOS femmes Viol Information en 1986, Violences conjugales Info Services en 1992.
À partir du milieu des années 1980, l’État investit dans les services de téléphonie, moyen efficace et à faible coût pour intervenir en prévention et mettre en œuvre les politiques publiques : création du Service national d’accueil téléphonique pour l’enfance maltraitée (Snatem) en 1989, de Drogues Info Service et Sida Info Service en 1990, du Fil Santé Jeunes en 1995, du 115 pour les sans-abris, de 119 Allô Enfance Maltraitée, de Allô Maltraitance des personnes âgées, de SOS Violence Conjugale, etc.
Les services de téléphonie remplissent alors des missions d’orientation en plus de leurs missions d’écoute et d’information.
La terminologie de « téléphonie sociale » est créée en 1991 lors du colloque européen « Familles au bout du fil ». Les services téléphoniques en question sont organisés par la Fédération nationale de l'école des parents et des éducateurs (Fnepe).
En 1998, l’Inspection générale des affaires sociales (IGAS), réalise une étude sur sept services de téléphonie gérés par l’État. Le rapport produit par l’IGAS remet en question l’organisation du travail des lignes d’écoute. À la suite de cette étude, le suivi des services téléphoniques de l’État est alors confié à la Direction Générale de la Santé (DGS).
En 1998, l’INPES gère et finance sa première ligne de téléphonie « Tabac Info Service ». 
Début des années 2000, une partie des services de téléphonie se dotent de sites internet. La « téléphonie » se mue en « Prévention et Aide à distance en Santé » (PADS).
À partir de 2003, le Ministère de la Santé confie à l’INPES le pilotage, le suivi et le financement d’un certain nombre de PADS.
En 2010, l’INPES projette de faire évoluer les dispositifs d’aide à distance et la création d’un label est envisagée.
C’est en novembre 2014 que l’INPES met en place le label « Aide en Santé » afin de renforcer la qualité des services rendus par les dispositifs d’aide à distance).

## Missions
La téléphonie sociale et en santé a pour mission l’écoute spécialisée.
Lors des échanges, l’anonymat et la confidentialité sont respectés. Parmi ses autres missions, la téléphonie sociale et en santé informe et conseille le public de manière à développer leur autonomie afin qu’il puisse par la suite faire seul des choix. La téléphonie sociale et en santé remplit également une mission d’orientation du public, en particulier vers des structures de prise en charge.
En plus de ses missions d’écoute, d’information et d’orientation, la Prévention et aide à distance en santé (PADS) mène des missions d’expertise en réalisant des études sur les besoins et problèmes abordés par les usagers lors de leur activité de téléphonie et/ou sur le net.

## Activités
La  téléphonie sociale et en santé comporte une activité de téléphonie qui a « vocation d'apporter une aide informative ou thérapeutique, à la fois personnalisée et anonyme à travers une conversation » (CREDOC).
La téléphonie sociale et en santé met également à disposition sur internet des informations et aussi des outils de communication tels que les chats, les forums, les mails, les réseaux sociaux... qui permettent au public d’échanger en tout anonymat avec des professionnels ou des pairs.
La téléphonie sociale et en santé mène une activité d’observatoire. Les professionnels travaillant pour un dispositif de téléphonie recueillent des données sur les usagers et ces données permettent une meilleure connaissance des besoins, des difficultés et des problèmes émergents rencontrés par la population dans le champ de la santé et du social. Cette connaissance peut contribuer à faire évoluer les programmes et politiques de prévention..

## Panorama de l'aide à distance en santé
En 2013, il existe plus de 300 dispositifs de téléphonie sociale et en santé.
Certains dispositifs sont gérés par Santé Publique France, d’autres par des collectivités territoriales ou des associations ou encore relèvent d’initiatives privées.
Certains dispositifs sont mis en place mais n'ont pas vocation à être permanents.
D’autres dispositifs ont vocation à intervenir de façon ciblée auprès de populations spécifiques (mineurs, femmes, grands-parents…) alors que certains dispositifs visent la population au sens large.
Ces dispositifs peuvent être spécialisés dans une thématique (ex. drogue, sida, violence…) ou être plus généraux (ex. amitié, soutien…).
Depuis la création des services de téléphonie sociale et en santé, la demande d'aide ne cesse de croître avec plus de 2 millions d'appels en 2010. 
Avec l'apparition des nouvelles technologies, l’aide à distance en santé évolue . Des applications sur téléphone portable se développent et connaissent une forte croissance. Peu d’études ont, pour l’instant, évalué l’efficacité de ce nouveau mode d’intervention auprès des populations.

## Écoutants en ligne
Le personnel travaillant dans les dispositifs de téléphonie sociale et en santé peut être bénévole ou salarié du public ou du privé.
Il s’agit le plus souvent de professionnels du secteur de la santé ou du social.
En 2005, dans le cadre du vaste programme de réorganisation de l’aide à distance en santé, l’INPES organise une formation commune des écoutants(formation à la conduite d’un entretien, perception de la promotion de la santé, connaissance des autres PADS…). 

## Le label qualité d'aide en santé
Le label « Aide en santé » est créé en 2014 à l’initiative de l’INPES afin de garantir la qualité du service rendu des téléphonies sociales et en santé.
Ce label est attribué par Santé Publique France (ex- INPES) aux dispositifs réalisant de la prévention par téléphone et internet qui respectent 7 engagements : respect de la charte éthique du label, la transparence de ses missions, la fiabilité des informations données, fournir une aide de qualité, l’accessibilité du service, évaluation et amélioration de la qualité des services rendus, la mise en place d’une organisation pour traiter les demandes.
Enfin, pour obtenir ce label, la téléphonie sociale et en santé doit remplir un certain nombre de critères en termes d’identité juridique, d’interaction avec les internautes, de temps d’écoute et en termes de missions à remplir.
En 2019, plus d’une vingtaine de téléphonie sociale et en santé sont labellisées.

## Le collectif «téléphonie sociale et en santé»
En mars 2012, une douzaine de téléphonie sociale et en santé décident de créer le collectif « Téléphonie Sociale et en Santé » (collectif TeSS) et se donne pour objectif de promouvoir la Téléphonie Sociale et en Santé comme acteur majeur des politiques de santé publique. Les membres du collectif TeSS, signataires de la charte du collectif sont : AFM - Association Française contre les Myopathies, APF - Association des Paralysés de France, CISS – Collectif Inter associatif sur la santé – Santé Info Droits, e-enfance, FNARS – Fédération Nationale des Associations d’accueil et de Réinsertion Sociale, France Acouphènes, GIPED – Groupement d’Intérêt Public pour l’Enfance en Danger, HABEO, INAVEM – Fédération Nationale d’Aide aux Victimes Et de Médiation, LNCC - Ligue Nationale contre le cancer, Maladies Rares Info Services, PHARE Enfants-Parents .
L’objectif de la création du collectif TeSS est de travailler à l’amélioration de la qualité des services d’aide à distance, de faire connaître les métiers de l’aide à distance et de constituer une force de proposition dans le paysage de la prévention.
En 2012, le collectif TeSS a élaboré une charte définissant les missions, les valeurs et les engagements des acteurs de la téléphonie sociale et en santé. Cette charte a été mise à jour en 2017.
En 2024 la Fédération Française des Diabétiques rejoint le collectif TeSS pour sa Ligne d'Écoute Solidaire mise en place lors de la pandémie de Covid-19 pour permettre aux personnes vivant avec un diabète de pouvoir joindre un Bénévole Patient Expert et ainsi rompre l'isolement de ces personnes. Cette ligne est ouvert 7 jours sur 7 de 10 heures à 20 heures.